# Difenylochloroarsyna
Difenylochloroarsyna – metaloorganiczny związek chemiczny, drażniący bojowy środek trujący z grupy sternitów. Znany od 1880 roku. Stosowany przez Niemców w czasie I wojny światowej.

## Identyfikacja
Oznaczenia wojskowe: USA i Wielka Brytania – DA, Niemcy – Clark I. Składnik mieszaniny błękitny krzyż.

## Właściwości
W stanie czystym jest bezbarwną, krystaliczną substancją o temperaturze topnienia 43 °C i wrzenia 333 °C. Trująca, maksymalne stężenie par – 6,8×10−4 mg/dm³. Dobrze rozpuszcza się w rozpuszczalnikach organicznych oraz innych bojowych środkach trujących (fosgen, difosgen, chloropikryna, iperyt siarkowy, arsyny). Rozpuszczalność w wodzie wynosi ok. 0,2 g/l. Produkt techniczny jest brunatną cieczą.
Difenylochloroarsyna bardzo powoli hydrolizuje w wodzie, a szybko w wodno-alkoholowych roztworach wodorotlenków. Produkt hydrolizy jest także toksyczny. Do odkażania wykorzystuje się chlorowanie i reakcje z siarczkami.

## Działane toksyczne
Difenylochloroarsyna silnie drażni błony śluzowe oczu i górnych dróg oddechowych. Powoduje łzawienie, katar, kaszel, ból w płucach, utrudnia oddychanie. Objawy trwają kilka do kilkunastu godzin. Zanikają bez trwałych następstw.
Pierwsze objawy podrażnienia występują przy stężeniu 10−4 mg/dm³. Stężenia ok. 2 mg/dm³ mogą spowodować śmierć na skutek porażenia dróg oddechowych.